# Nemoptera aegyptiaca
Nemoptera aegyptiaca is een insect uit de familie van de Nemopteridae, die tot de orde netvleugeligen (Neuroptera) behoort. 
Nemoptera aegyptiaca is voor het eerst wetenschappelijk beschreven door Rambur in 1842.